# Агнешка Болеславовна
Агнешка (пол. Agnieszka; род. 1137 — умерла после 1182 года) — дочь польского князя Болеслава Кривоустого, жена князя Мстислава Изяславича. Мать Романа Галицкого, Всеволода Белзского, Владимира Брестского. Бабушка Данилы Романовича.

## Рождение
Агнешка — предпоследний ребёнок и последняя дочь Болеслава Кривоустого и Саломеи Бергской. Годом её рождения считается 1137. Ортлейф, бенедиктинец из Цвифальтена, побывав в 1140 и начале 1141 года при дворе Саломеи в Ленчице, в своих донесениях упомянул что Агнешке было 3 года. Так как в 1138 году Саломея родила своего последнего ребёнка, Казимира Справедливого, то историки пришли к выводу, что её дочь Агнешка родилась годом ранее.
Происхождение её имени не совсем ясно. Самым правдоподобным считается, что она могла получить имя в честь жены своего кровного брата Владислава, Агнессы фон Бабенберг, даже невзирая на неприязнь к последней со стороны Саломеи. Также существует возможность, что имя младшей дочери, было дано в честь родной сестры отца Агнешки Владиславовны, аббатисы монастырей в Кведлинбурге и Бад-Гандерсхайме.

## Планы, связанные с Агнешкой
В 1141 году Саломея фон Берг с сыновьями созвали съезд магнатов в Ленчице, владении Саломеи, не пригласив Владислава; съезд принял решение выдать Агнешку за одного из сыновей великого князя киевского Всеволода Ольговича, чтобы вступить в союз с последним. Однако Владислав принял контрмеры, в результате которых киевский князь не только не пошёл на соглашение с «Болеславичами», но и выдал через год свою дочь Звениславу за старшего сына князя Владислава — Болеслава Долговязого.
Также обсуждалась возможность отправить Агнешку в монастырь в Цвифальтен.

## Брак сМстиславом Изяславичем
Примерно между концом 1149 и 1151 годом, Агнешка вступила в брак с Мстиславом Изяславичем. Викентий Кадлубек в своей «Хронике» не упомянул об этом браке, однако он называл сына Мстислава двоюродным братом Казимира Справедливого, а приязнь между Романом Галицким и Лешеком Белым объяснял их родством во втором поколении. Автор Ипатьевской летописи называл вдову Романа женой брата Лешека. Из всего этого следует, что Мстислав должен был быть женат на одной из дочерей Болеслава Кривоустого, а единственная из них, подходящая на эту роль — Агнешка.
В браке родилось, как минимум, трое сыновей — Роман Галицкий, Всеволод Бельский и Владимир Брестский. Насчёт старшего сына Мстислава, Святослава, есть предположение, что он рождён вне брака.
После смерти отца, великого князя Изяслава Мстиславича, в 1154 году, Мстиславу с женой пришлось бежать от князей Изяслава Давыдовича и Юрия Долгорукого в Луцк, а на следующий год, когда Долгорукий осадил город, — в Польшу, откуда вернулся в 1156 году.
В 1167 году Мстислав стал Великим князем Киевским. Но в 1169 году, когда Андрей Боголюбский взял Киев, Мстислав удалился на Волынь, оставив семью в руках неприятелей. В марте 1170 года он вновь вернул себе Киев, но уже через месяц вынужден был бежать, так как его оставили все союзники, а в августе умер во Владимире-Волынском.

## Конец жизни
Последнее упоминание об Агнешке содержится в «Хронике» Кадлубека. Из-за интриг Агнешки Святослав, не являющийся её сыном, был изгнан остальными братьями. Тогда Казимир Справедливый отправился в поход на Брест и вернул трон Святославу. Летопись краковского капитула датирует этот поход 1182 годом.
Дальнейшая судьба Агнешки осталась неизвестной. Неизвестно, ни когда она умерла, ни где похоронена.